# QU Vulpeculae

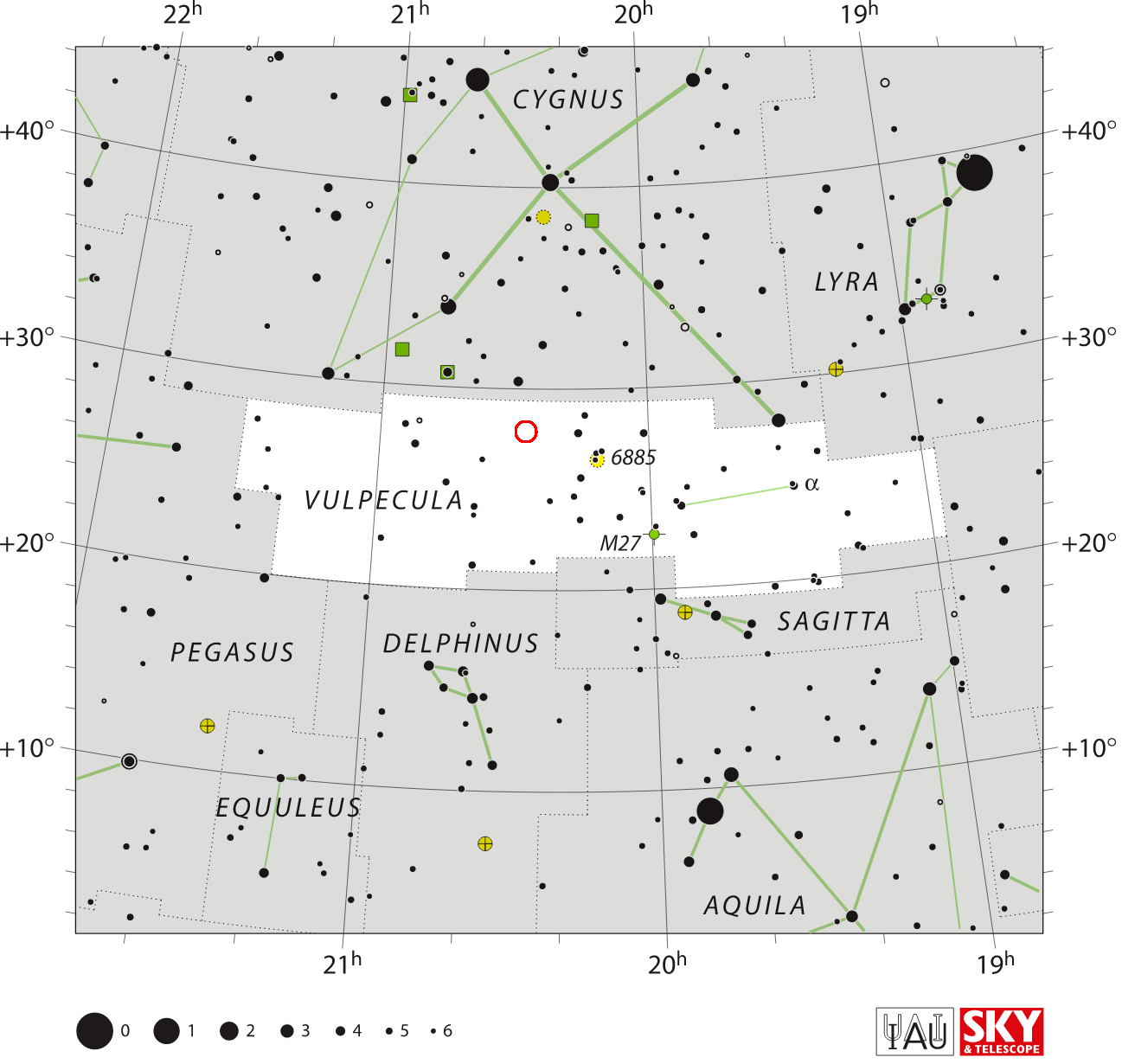
Ubicación de QU Vulpeculae (círculo rojo).

En astronomía, QU Vulpeculae es el nombre que los astrónomos le dieron a la nova aparecida en la constelación de Vulpecula, en el año 1984, la cual alcanzó un brillo de magnitud 5.2.

## Coordenadas
- Ascensión recta : 20h 26m 46s.42
- Declinación :  +27° 50' 43".1